# Río Esteban
Río Esteban är en ort i Honduras.   Den ligger i kommunen Balfate och departementet Departamento de Colón, i den centrala delen av landet, 220 km nordost om huvudstaden Tegucigalpa. Antalet invånare är 1 208.
Terrängen runt Río Esteban är kuperad. Havet är nära Río Esteban åt nordväst. Runt Río Esteban är det ganska glesbefolkat, med 23 invånare per kvadratkilometer. Det finns inga andra samhällen i närheten. 